# Vesly (Eure)
Vesly és un municipi francès situat al departament de l'Eure i a la regió de Normandia. L'any 2007 tenia 652 habitants.

## Demografia

### Població
El 2007 la població de fet de Vesly era de 652 persones. Hi havia 239 famílies de les quals 52 eren unipersonals (24 homes vivint sols i 28 dones vivint soles), 73 parelles sense fills, 98 parelles amb fills i 16 famílies monoparentals amb fills.
La població ha evolucionat segons el següent gràfic:
Habitants censats

### Habitatges
El 2007 hi havia 284 habitatges, 248 eren l'habitatge principal de la família, 27 eren segones residències i 9 estaven desocupats. 265 eren cases i 19 eren apartaments. Dels 248 habitatges principals, 196 estaven ocupats pels seus propietaris, 45 estaven llogats i ocupats pels llogaters i 7 estaven cedits a títol gratuït; 2 tenien una cambra, 16 en tenien dues, 33 en tenien tres, 59 en tenien quatre i 138 en tenien cinc o més. 174 habitatges disposaven pel capbaix d'una plaça de pàrquing. A 123 habitatges hi havia un automòbil i a 102 n'hi havia dos o més.

### Piràmide de població
La piràmide de població per edats i sexe el 2009 era:
| Homes | Edats   | Dones |
| ----- | ------- | ----- |
| 0     | 95 o +  | 4     |
| 0     | 90 a 94 | 0     |
| 4     | 85 a 89 | 0     |
| 4     | 80 a 84 | 0     |
| 4     | 75 a 79 | 12    |
| 16    | 70 a 74 | 8     |
| 8     | 65 a 69 | 0     |
| 16    | 60 a 64 | 16    |
| 12    | 55 a 59 | 8     |
| 28    | 50 a 54 | 28    |
| 36    | 45 a 49 | 28    |
| 28    | 40 a 44 | 36    |
| 12    | 35 a 39 | 24    |
| 24    | 30 a 34 | 24    |
| 8     | 25 a 29 | 20    |
| 12    | 20 a 24 | 4     |
| 24    | 15 a 19 | 40    |
| 36    | 10 a 14 | 20    |
| 24    | 5 a 9   | 44    |
| 24    | 0 a 4   | 12    |

## Economia
El 2007 la població en edat de treballar era de 403 persones, 317 eren actives i 86 eren inactives. De les 317 persones actives 285 estaven ocupades (157 homes i 128 dones) i 32 estaven aturades (14 homes i 18 dones). De les 86 persones inactives 26 estaven jubilades, 31 estaven estudiant i 29 estaven classificades com a «altres inactius».

### Ingressos
El 2009 a Vesly hi havia 245 unitats fiscals que integraven 671,5 persones, la mediana anual d'ingressos fiscals per persona era de 19.859 €.

### Activitats econòmiques
Dels 21 establiments que hi havia el 2007, 1 era d'una empresa extractiva, 1 d'una empresa alimentària, 2 d'empreses de fabricació d'altres productes industrials, 3 d'empreses de construcció, 1 d'una empresa de comerç i reparació d'automòbils, 2 d'empreses de transport, 1 d'una empresa d'hostatgeria i restauració, 2 d'empreses financeres, 5 d'empreses de serveis, 1 d'una entitat de l'administració pública i 2 d'empreses classificades com a «altres activitats de serveis».
Dels 4 establiments de servei als particulars que hi havia el 2009, 1 era un paleta, 2 electricistes i 1 perruqueria.
L'únic establiment comercial que hi havia el 2009 era una fleca.
L'any 2000 a Vesly hi havia 8 explotacions agrícoles.

## Equipaments sanitaris i escolars
El 2009 hi havia una escola elemental integrada dins d'un grup escolar amb les comunes properes formant una escola dispersa.

## Poblacions més properes
El següent diagrama mostra les poblacions més properes.